# 영암 도갑사 수미왕사진영
영암 도갑사 수미왕사진영(靈岩 道岬寺 守眉王師眞影)은 전라남도 영암군 군서면 도갑리, 수미왕사에 있는 조선 세조 대의 승려인 수미왕사의 초상화이다. 1990년 12월 5일 전라남도의 유형문화재 제177호로 지정되었다.

## 개요
조선 세조 대의 승려인 수미왕사의 초상화이다.
수미는 세조의 왕사(王師)이며 15세기 중엽에 도갑사를 크게 중창한 승려로서, 당시 선종판사가 되어 황폐한 불교를 부흥시켰다.
초상화에는 약간 왼쪽을 향한 자세에 불교용구인 불수를 들고 두 다리를 가부좌하여 의자에 앉아있는 모습을 담았으며, 화폭의 오른쪽 윗부분에 '수미왕사진영'이라는 그림제목을 써 놓았다. 조선 인조 11년(1633)에 제작된 것으로 전하는데 그의 비를 건립한 시기와 같다.
함께 보존되어 있는 도선국사진영(전라남도유형문화재 제176호)과 인물의 표현법이나 의복의 음영처리 기법이 같다. 화문석 돗자리의 무늬 등 여러 가지 표현형식이 또한 비슷하여 19세기 초반에 도선의 초상화와 함께 옮겨 그린 것으로 짐작된다.
비단에 진한 채색을 사용하고 조선 후기에 불화를 그리던 물감을 사용하는 등 불교 회화법을 충실히 따르고 있다.

## 같이 보기
- 영암 도갑사 수미왕사비 - 전라남도 유형문화재 제152호

## 참고 문헌
- 도갑사수미왕사진영 - 국가유산청 국가유산포털